# Chionaema tienmushanensis
Chionaema tienmushanensis är en fjärilsart som beskrevs av Gottfried Christian Reich 1937. Chionaema tienmushanensis ingår i släktet Chionaema och familjen björnspinnare. Inga underarter finns listade i Catalogue of Life.